# Střítež (Hluboká)

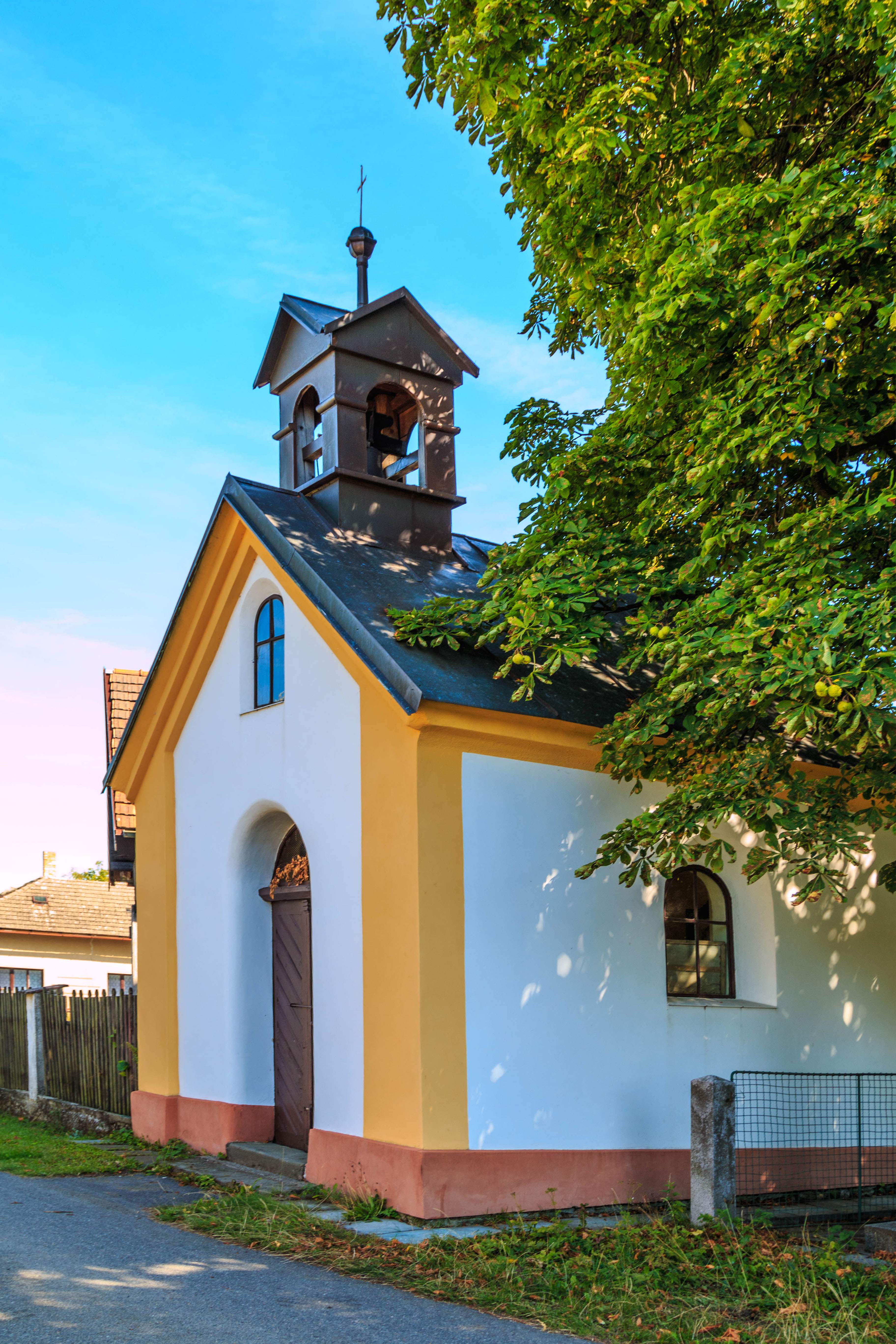
Kapelle

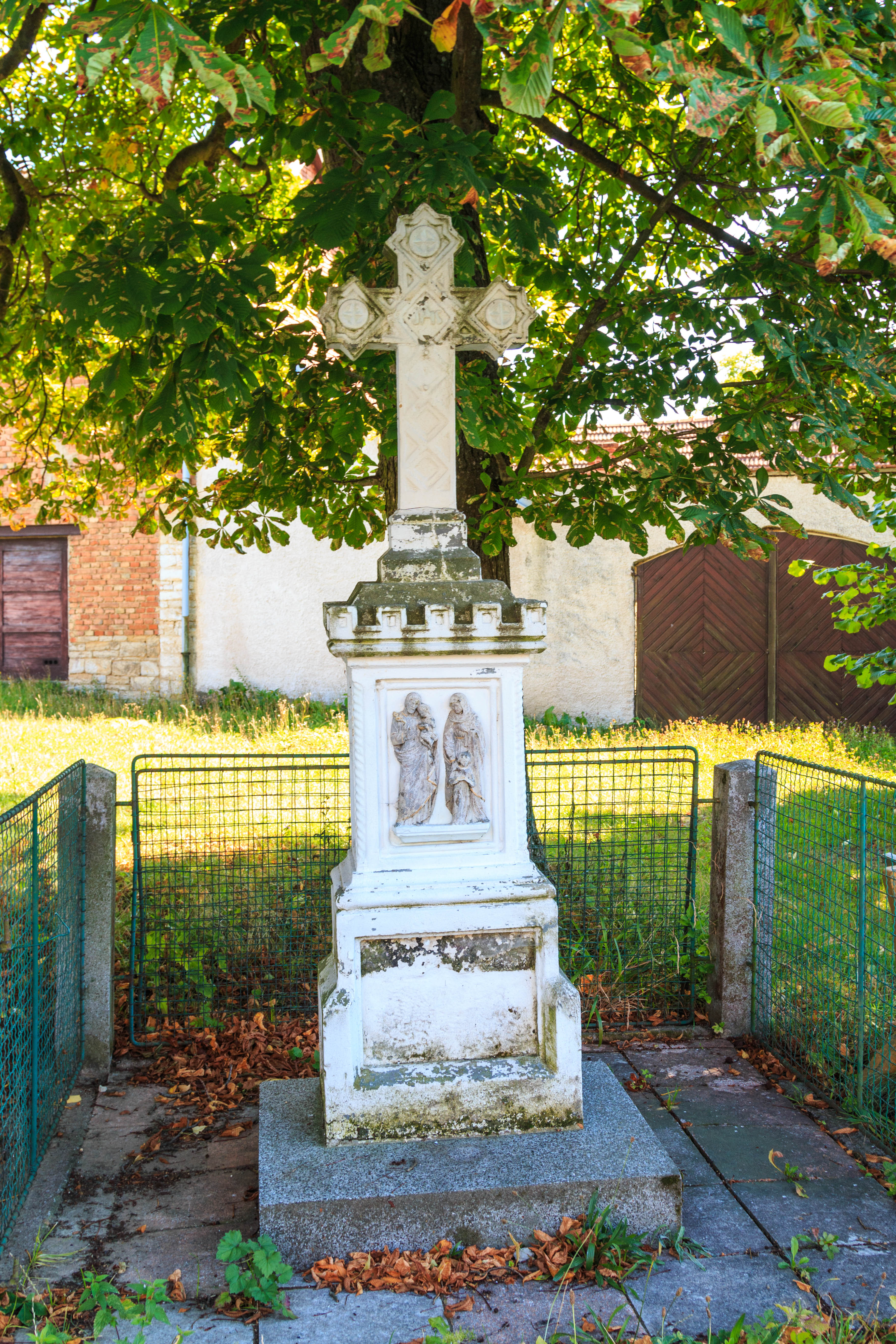
Kreuz

Střítež (deutsch Stritesch) ist ein Ortsteil der Gemeinde Hluboká in Tschechien. Er liegt sechs Kilometer südöstlich von Luže und gehört zum Okres Chrudim.

## Geographie
Střítež befindet sich auf einer Hochfläche zwischen den Tälern des Hlubočický potok und der Pivnice in der Novohradská stupňovina (Neuschlosser Stufenland). Nordöstlich erhebt sich der Kozinec (419 m n.m.), im Süden der Macháčkův kopec (509 m n.m.).
Nachbarorte sind Hlubočice, Chlum und Podchlum im Norden, Sobotka, Dolany und Dolanský Mlýn im Nordosten, Haberka und Nové Hrady im Osten, Dudychov und Bor u Skutče im Südosten, Zderaz, Obícka, Perálec und Březiny im Süden, Hluboká im Südwesten, Zhoř und Zadní Borek im Westen sowie Lhota u Skutče und Brdo im Nordwesten.

## Geschichte
Střítež entstand wahrscheinlich als Ansiedlung von Wächtern zum Schutz des vom Grenzwald bei Hrochův Týnec vorbei an den Schutzburgen bei Zdislav und Rabouň zum Strenitzer Landessteig (Trstenická stezka) führenden Verbindungsweges. Der Ortsname wird von strážiště hergeleitet. Die erste schriftliche Erwähnung des Ortes erfolgte im Jahre 1144. Während der Hussitenkriege dienten die Sandsteinhöhlen bei Střítěž der Bevölkerung als Zufluchtsort.
1815 wurde ein neuer Fahrweg nach Hluboká angelegt. Am 3. April 1817 erteilte die k.k. böhmische Staatsgüteradministration dem Dorf das Richterrecht, zuvor unterstanden Střítěž und der Hrochow-Teinitzer Anteil von Hluboká dem Rychtář in Libecina. 1833 wurde ein Glockenturm errichtet.
Im Jahre 1835 bestand das im Chrudimer Kreis gelegene Dorf Střiteř bzw. Střitesch aus 18 Häusern, in denen 90 Personen lebten. Im Ort gab es ein Forstadjunktenhaus. Pfarrort war Richenburg. Bis zur Mitte des 19. Jahrhunderts blieb Střiteř der Herrschaft Hrochow-Teinitz untertänig.
Nach der Aufhebung der Patrimonialherrschaften bildete Stříteř einen Ortsteil der Gemeinde Hluboká im Gerichtsbezirk Skutsch. Ab 1868 gehörte das Dorf zum politischen Bezirk Hohenmauth. 1869 hatte Stříteř 104 Einwohner, im Jahre 1900 waren es 110. In den Jahren 1922–1923 entstand die Straße von Hluboká nach Stříteř. Seit 1924 führt das Dorf den amtlichen Namen Střítež. Střítež löste sich 1935 von Hluboká los und bildete eine eigene Gemeinde, der 1949 Chlum und Dolany als Ortsteile zugeordnet wurden. Seit 1961 gehört die Gemeinde zum Okres Chrudim. 1964 erfolgte die Eingemeindung nach Hluboká. 1970 lebten in dem Dorf 54 Menschen. Am 1. Januar 1989 wurde Střítež nach Skuteč eingemeindet; seit dem 31. August 1990 gehört das Dorf wieder zur Gemeinde Hluboká. Beim Zensus von 2001 bestand Střítež aus 18 Häusern, in denen 22 Personen lebten.

## Ortsgliederung
Der Katastralbezirk Střítež u Skutče umfasst die Ortsteile Chlum, Dolany und Střítež.

## Sehenswürdigkeiten
- Kapelle, erbaut 1884
- Steinernes Kreuz, geweiht 1831 durch Bischof Karl Borromäus Hanl von Kirchtreu und den herrschaftlichen Direktor Kozlík
- Naturdenkmal Střítežská rokle